# Convertirea Sfântului Paul

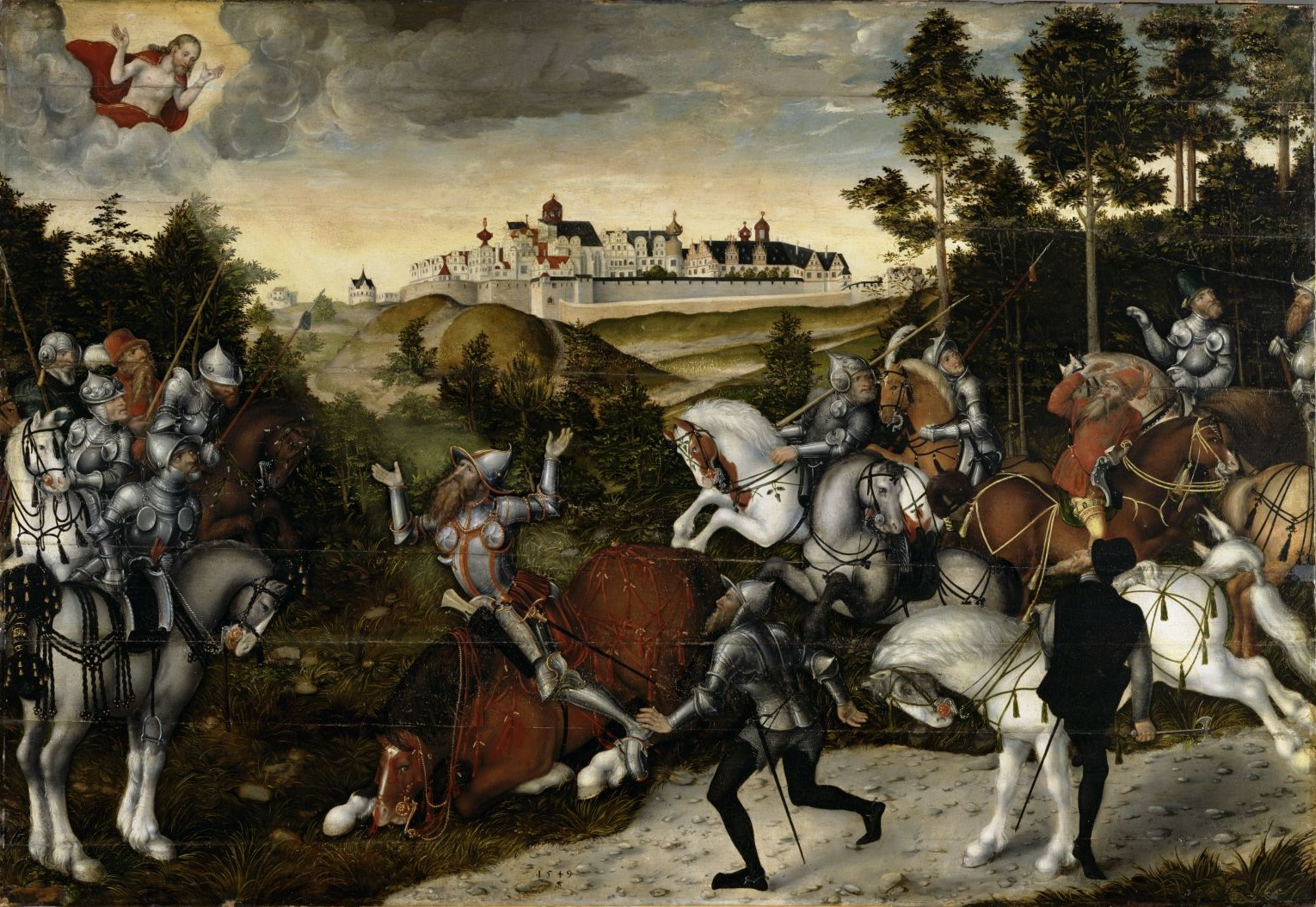
Convertirea Sf. Pavel (pictură de Lucas Cranach cel Tânăr, 1549)

Convertirea Sfântului Paul (Pavel) (în latină Conversione S. Pauli Apostoli, sau Conversio Pauli) este o sărbătoare romano-catolică, fixată pentru 25 ianuarie în Calendarul roman universal. În această zi a anului 1554 misionarii iezuiți au înființat misiunea Sf. Paul pe coasta de est a Braziliei, misiune ce va deveni apoi orașul São Paulo.

## Istoric
Sărbătoarea își are originea, probabil, în Galia, unde exista deja în secolul al VIII-lea.
În această zi de sărbătoare a anului 1959, după încheierea săptămânii de rugăciune pentru unitatea creștinilor la Bazilica Sfântul Paul din afara Zidurilor, papa Ioan al XXIII-lea a anunțat convocarea Conciliului Vatican II.

## Conținut
După cum îi arată numele, sărbătoarea celebrează convertirea la creștinism a lui Saul din Tars (Apostolul Pavel de mai târziu), care a avut loc, probabil în anul 36 d.Chr. (cf. Gal 2, 1; Fapte 15). Evenimentul este relatat de trei ori în Faptele Apostolilor (9, 1-19; 22, 4-21; 26, 9-18).

## Semnificație
Sărbătoarea laudă puterea harului dumnezeiesc, care ni l-a trimis pe Apostolul neamurilor, chemat să fie "învățător al neamurilor" (păgâne) (1 Tim 2, 7). Acest lucru era un mister de nepătruns chiar pentru Apostolul însuși. La început îi disprețuia pe creștini, care cinsteau un Mesia răstignit. Evenimentul de la porțile Damascului a însemnat o schimbare totală: din prigonitor a devenit vas ales. Viziunea strălucitoare a lui Saul și glasul din cer i-au dat vieții lui Saul-Pavel o altă direcție, hotărâtoare pentru dezvoltarea creștinismului. Faptul că Biserica s-a îndreptat spre neamurile păgâne i se datorează chemării la apostolat a lui Pavel.